# Championnat d'Angleterre de rugby à XV de 3e division 2005-2006
Le Championnat d'Angleterre de D3 de rugby à XV 2005-2006 qui a pour nom  National Division Two est le championnat anglais de troisième division. Le champion est promu chaque saison en National Division One.
Les clubs promus en 2005/06 en National Division 1 sont Moseley RFC et Waterloo RFC respectivement premier et deuxième du classement final en 2005/06. Orrell est relégué en Division Three North of rugby union.

## Liste des équipes en compétition
La compétition oppose pour la saison 2005-2006 les quatorze équipes anglaises de rugby à XV suivantes :
| - Barking - Blackheath - Esher - Halifax - Harrogate | - Henley - Launceston - Manchester - Moseley - Orrell | - Redruth - Stourbridge - Waterloo - Wharfedale |

## Classement final
| Rang | Club        | J  | V  | N | D  | Bo | Bd | Pm  | Pe  | Diff | Pts |
| ---- | ----------- | -- | -- | - | -- | -- | -- | --- | --- | ---- | --- |
| 1    | Moseley     | 26 | 23 | 0 | 3  | 20 | ?  | 785 | 415 | 370  | 112 |
| 2    | Waterloo    | 26 | 22 | 2 | 2  | 18 | ?  | 801 | 370 | 431  | 110 |
| 3    | Esher       | 26 | 18 | 1 | 7  | 17 | ?  | 739 | 407 | 332  | 91  |
| 4    | Launceston  | 26 | 16 | 2 | 8  | 8  | ?  | 584 | 538 | 46   | 76  |
| 5    | Wharfedale  | 26 | 12 | 4 | 10 | 13 | ?  | 531 | 550 | -19  | 69  |
| 6    | Manchester  | 26 | 13 | 2 | 11 | 8  | ?  | 475 | 543 | -68  | 64  |
| 7    | Barking     | 26 | 11 | 1 | 14 | 12 | ?  | 471 | 518 | -47  | 58  |
| 8    | Stourbridge | 26 | 11 | 1 | 14 | 8  | ?  | 462 | 605 | -143 | 54  |
| 9    | Blackheath  | 26 | 10 | 0 | 16 | 12 | ?  | 503 | 622 | -119 | 52  |
| 10   | Redruth     | 26 | 10 | 1 | 15 | 9  | ?  | 430 | 486 | -56  | 51  |
| 11   | Halifax     | 26 | 9  | 1 | 16 | 11 | ?  | 482 | 589 | -107 | 49  |
| 12   | Henley      | 26 | 9  | 0 | 17 | 12 | ?  | 475 | 544 | -69  | 48  |
| 13   | Harrogate   | 26 | 5  | 1 | 20 | 17 | ?  | 476 | 682 | -206 | 39  |
| 14   | Orrell      | 26 | 5  | 0 | 21 | 6  | ?  | 390 | 735 | -345 | 26  |

|  | Promus en National Division 1 pour la saison 2006-2007 (no 1, no 2). |
|  | Relégué en Division Three North pour la saison 2006-2007 (no 14).    |

## Bilan de la saison
Terminant la saison aux deux premières places, Moseley et Waterloo assurent leurs accession à la National League One. Le club d'Orrell, terminant à la dernière place, est quant à lui relégué en Division Three North.